# コロラド郡 (テキサス州)
コロラド郡 (コロラドぐん、Colorado County) はアメリカ合衆国テキサス州に位置する郡である。2000年現在、ここの人口は20,390人である。ここの郡庁所在地はコロンバスである。コロラド郡はコロラド川 (Colorado River) の名を取って命名された。

## 地理
アメリカ合衆国統計局によると、この郡は総面積2,522 km2 (974 mi2) である。このうち2,494 km2 (963 mi2) が陸地で28 km2 (11 mi2) が水地域である。総面積の1.09%は水地域となっている。

### 隣接する郡
- オースティン郡  (北東)
- ワートン郡  (南東)
- ジャクソン郡  (南)
- ラバカ郡  (南西)
- ファイエット郡  (北西)

## 人口動勢
2000年現在の国勢調査で、この郡は人口20,390人、7,641世帯、及び5,402家族が暮らしている。人口密度は8/km2 (21/mi2) である。4/km2 (10/mi2) の平均的な密度に9,431軒の住宅が建っている。この郡の人種的な構成は白人72.79%、アフリカン・アメリカン14.80%、先住民0.37%、アジア0.21%、太平洋諸島系0.02%、その他の人種10.04%、及び混血1.78%である。ここの人口の19.74%はヒスパニックまたはラテン系である。
この郡内の住民は25.60%が18歳未満の未成年、18歳以上24歳以下が8.90%、25歳以上44歳以下が23.80%、45歳以上64歳以下が23.10%、及び65歳以上が18.60%にわたっている。中央値年齢は39歳である。女性100人ごとに対して男性は95.30人である。18歳以上の女性100人ごとに対して男性は92.40人である。
この郡内の世帯ごとの平均的な収入は32,425米ドルであり、家族ごとの平均的な収入は41,388米ドルである。男性は30,063米ドルに対して女性は20,014米ドルの平均的な収入がある。この郡の一人当たりの収入 (per capita income) は16,910米ドルである。人口の16.20%及び家族の12.30%は貧困線以下である。全人口のうち18歳未満の21.00%及び65歳以上の15.80%は貧困線以下の生活を送っている。

## 都市及び町
- コロンバス
- Eagle Lake
- Weimar